# Revolução Republicana

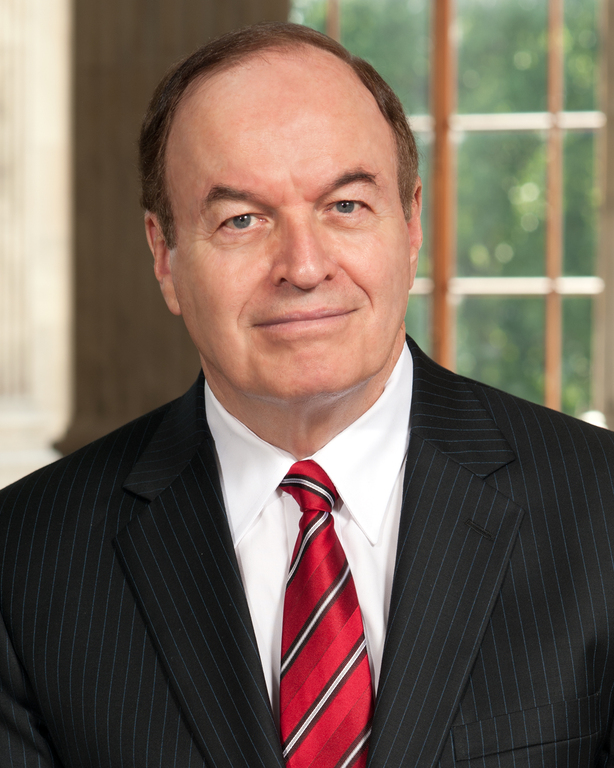
Senador Richard Shelby

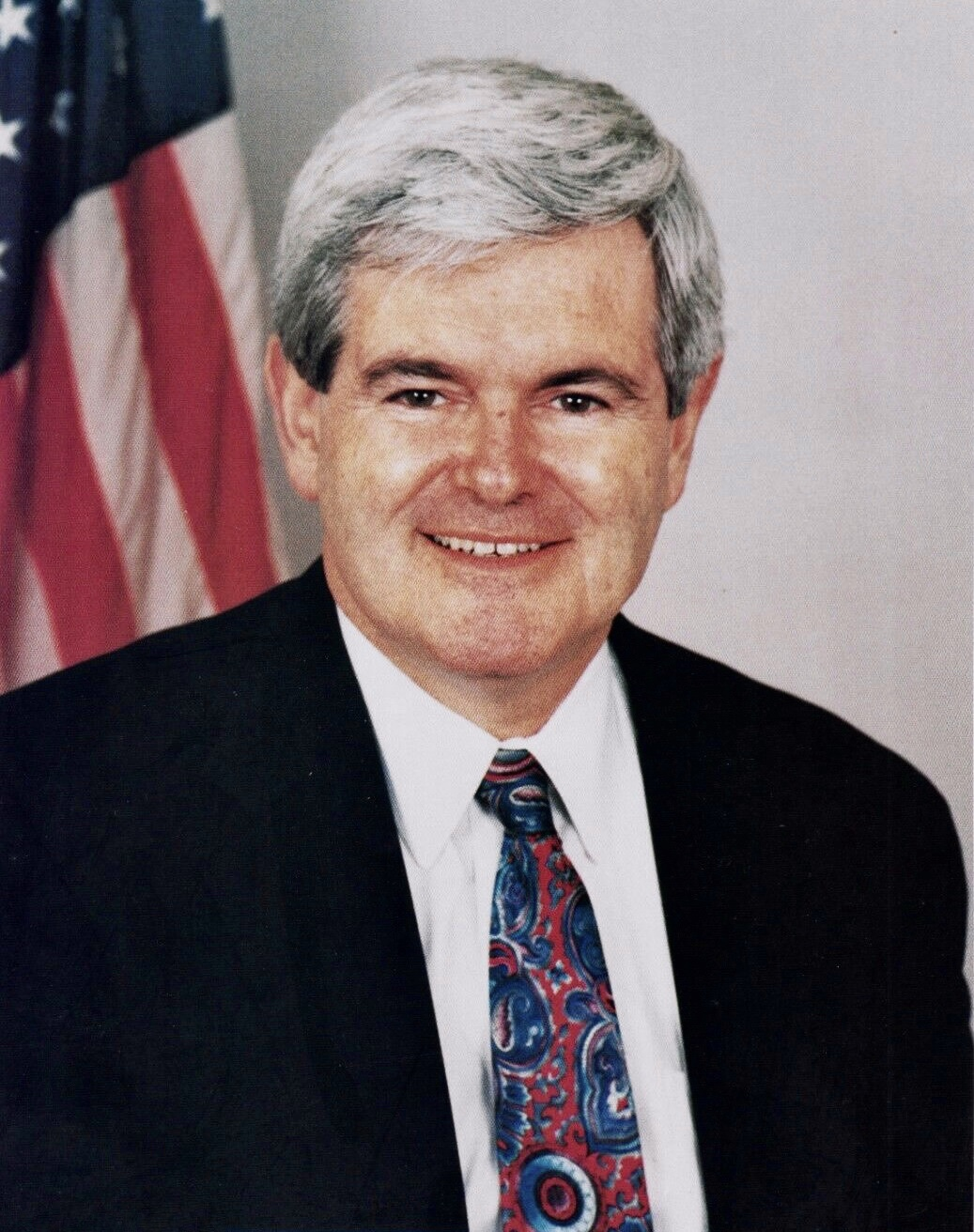
Presidente da Câmara dos Representantes Newt Gingrich

A Revolução Republicana (em inglês Republican Revolution) ou Revolução de 1994 (1994 Revolution) é o nome que o Partido Republicano deu ao seu grande sucesso nas eleições americanas de 1994. Esta vitória política resultou num ganho de mais 54 cadeiras na Câmara dos Representantes e mais de 8 cadeiras no Senado. No dia seguinte à eleição, Richard Shelby, senador do estado do Alabama e até aquele momento membro do Partido Democrata, mudou de filiação para o partido republicano.

## História
A vitória foi depositada aos políticos republicanos Newt Gingrich, Dick Armey e Tom DeLay . Gingrich e Armey escrevem um programa chamado Contrato com a América (Contract with America) no qual, algumas partes se inspirava no discurso do Presidente Ronald Reagan sobre o Estado da União em 1985. Muitas das ideias colocadas no programa vêm da organização Heritage Foundation, um think tank  conservador.
A conquista destes assentos durante essas eleições permitiu aos republicanos controlar ambas as casas do Congresso, ou seja o senado e a câmara de deputados. A primeira e mais visível consequência dessa revolução republicana foi um discurso do Presidente Bill Clinton, em 1996, no qual renunciou oficialmente grande parte das suas futuras reformas.
1. ↑  «U.S. Senate: Senators Who Changed Parties During Senate Service (Since 1890)». www.senate.gov. Consultado em 31 de agosto de 2024
2. ↑  «How High the Wave? Don't Just Think 1994; Think 1974, 1958, 1982 | News & Analysis | The Rothenberg Political Report». web.archive.org. 22 de junho de 2011. Consultado em 31 de agosto de 2024
3. ↑  «Folha de S.Paulo - Maioria dos americanos aprova discurso conservador de Clinton - 25/1/1996». www1.folha.uol.com.br. Consultado em 31 de agosto de 2024